# Parva naturalia
Die Parva naturalia (lat. Kleine Schriften zur Naturphilosophie) sind eine Sammlung von Einzelschriften von Aristoteles zur Biologie und Psychologie des Menschen. Sie entstanden im 4. Jahrhundert v. Chr. und sind in altgriechischer Sprache abgefasst. Zum ersten Mal Parva naturalia genannt wurden die Abhandlungen über die inneren Tätigkeiten des Menschen von Aegidius Romanus im 13. Jahrhundert; die Zusammenstellung der Werke könnte aber auch schon älter sein.
In den neun Einzelschriften, die oft überarbeitet wurden, gibt es zahlreiche Querverweise zu De anima (Über die Seele). Obwohl das Material in den Parva naturalia ausführlicher behandelt ist, wurde und wird meist nur auf De anima zurückgegriffen, in dessen Schatten die Parva naturalia stehen.

## Die einzelnen Werke
Die Parva naturalia enthalten die folgenden neun Abhandlungen zur Biologie und Psychologie des Menschen, die konventionell mit einem lateinischen Titel bezeichnet werden:
- De sensu, „Über die Wahrnehmung“
- De memoria, „Über die Erinnerung“
- De somno, „Über den Schlaf“
- De insomniis, „Über Träume“
- De divinatione, „Über die Traumdeutung“
- De longitudine vitae, „Über die Länge des Lebens“
- De iuventute, „Über die Jugend“
- De vita et morte, „Über das Leben und den Tod“
- De respiratione, „Über die Atmung“

Die Abgrenzung der letzten Schriften voneinander ist jedoch nicht eindeutig, sodass sie oft als ein zusammenhängender Text gezählt werden.

## Textausgaben
- Aristotelis Parva naturalia. Hrsg. von Wilhelm Biehl, Teubner, Leipzig 1898.
- Aristoteles: Kleine naturwissenschaftliche Schriften. Übersetzt von Eugen Rolfes, Meiner, Leipzig 1924.
- Aristotle: Parva naturalia. A revised text with introduction and commentary. Hrsg. von William David Ross, Clarendon Press, Oxford 1955. (maßgebliche Edition)
- Aristoteles: Kleine naturwissenschaftliche Schriften. Übersetzt von Eugen Dönt, Reclam, Stuttgart 1997, ISBN 978-3-15-009478-5.
- Ronald Polansky (Hrsg.): Aristotle’s Parva naturalia. Text, Translation, and Commentary. De Gruyter, Berlin, Boston 2024.